# Endrosa ramosa
Endrosa ramosa là một loài bướm đêm thuộc phân họ Arctiinae, họ Erebidae.